# Joël Aebi
Joël Aebi (* 19. Mai 1996) ist ein ehemaliger Schweizer Eishockeytorhüter.

## Karriere
Aebi begann seine Karriere im Nachwuchs des SC Bern (SCB). Dort durchlief er alle Stufen, ehe er 2013 zu den Elite-Junioren des Lausanne HC wechselte. Bei den Waadtländern spielte er eine Saison, bevor er wieder zurück in die Nachwuchsabteilung des SCB wechselte. Zur Saison 2016/17 wurde er hinter Leonardo Genoni zur Nummer 2 in der ersten Mannschaft ernannt. Unter dem neuen Trainer Kari Jalonen kam Aebi zu seinem Debüt in der höchsten Spielklasse der Schweiz, das für ihn höchst ungünstig verlief. Er ersetzte Stammtorhüter Genoni bei der 1:8-Niederlage gegen den EHC Kloten beim Stand von 0:5. Zudem sammelte er Spielpraxis in der National League B beim EHC Visp.
Von 2018 bis 2020 stand er beim HC Ajoie in der zweithöchsten Spielklasse unter Vertrag, setzte sich jedoch nicht als Stammtorhüter durch. Im August 2020 wurde sein Karriereende als Aktiver bekanntgegeben. Stattdessen widmete sich Aebi fortan seinem Studium.